# Rat für die Republik
Der Rat für die Republik (katalanisch Consell per la República) ist eine durch den ehemaligen katalanischen Regionalpräsidenten Carles Puigdemont hervorgerufene, inoffizielle Einrichtung, die sich für die Unabhängigkeit Kataloniens einsetzt.

## Hintergrund
Der Rat wurde am 30. Oktober 2018 u. a. durch den amtierenden katalanischen Regionalpräsidenten Quim Torra, seinen Stellvertreter Pere Aragonès und Carles Puigdemont vorgestellt. An der Veranstaltung nahmen separatistische Vertreter und Abgeordnete des Katalanischen Parlaments, Minister, Regierungsvertreter, Bürgermeister sowie Aktivisten teil.
Das Haus der Republik (katalanisch Casa de la República) ist der Sitz des Rates und gleichzeitig Residenz Puigdemonts in Waterloo in Belgien. Es diente bereits mehrmals als Treffort zwischen der seit 2018 amtierenden katalanischen Regierung sowie den vor der Justiz geflüchteten ehemaligen Ministern.